# سالبادور گومس
سالبادور گومس (اسپانیایی: Salvador Gómez‎؛ زادهٔ ۱۱ مارس ۱۹۶۸) بازیکن واترپلو اهل اسپانیا بود.
وی در مسابقات کشوری و بین‌المللی در مجموع برندهٔ ۳ مدال طلا، ۱ مدال نقره، ۱ مدال برنز شده‌است.